# Minden idők 100 legjobb gitárosának listája (Rolling Stone magazin)

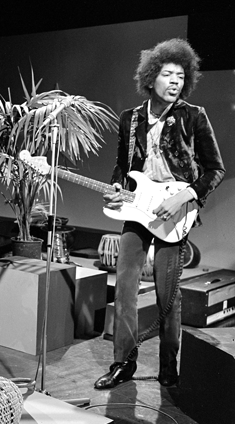
Jimi Hendrix

2003-ban a Rolling Stone magazin kiadott egy különszámot, amelyben egy listát közöltek 100 gitárosról, akiket a lap a világ legjobbjainak tartott. (Angol címe: The 100 Greatest Guitarists of All Time) A felsorolt zenészek többsége brit vagy amerikai nemzetiségű. A listának nincs hivatalos jellege, a gitárosokat David Fricke, a magazin munkatársa rangsorolta. A lista zenészberkekben nagy felháborodást váltott ki. Úgy tekintették, hogy minden szakmai alapot nélkülöz – valamint alapvető, korszakalkotó gitárosok maradtak ki a listából, míg mások érdemtelenül kerültek fel rá.
2011-ben ennek a csorbának a kiküszöbölésére a magazin egy új listát adott ki, aminek összeállításában neves gitárosok, zenei szakemberek és a magazin munkatársai vettek részt. A lista ez alapján minden idők 100 legnagyobb hatású gitárosát tartalmazza, habár így is kimaradtak olyan meghatározó, nemzetközileg elismert egyéniségek, mint Yngwie Malmsteen, Joe Satriani, Steve Vai, Uli Jon Roth, Michael Schenker vagy Gary Moore.
A listára 35 gitáros került be újonnan, akik a 2003-as változatban nem szerepeltek. Közülük a legelőkelőbben rangsoroltak: Albert King (#13), Chet Atkins (#21), Elmore James (#30), Billy Gibbons (#32), Prince (#33), Curtis Mayfield (#34), John Lee Hooker (#35), Mick Taylor (#37) és Muddy Waters (#49). Az első tízbe a korábban 70. helyre rangsorolt Eddie Van Halen (#8), illetve a 2003-ban 50. helyezett Pete Townshend (#10) került be.
A kiesettek közül a legnagyobbat Kirk Hammett, a Metallica gitárosa zuhant, akit a 11. helyre rangsoroltak korábban (a Metallica énekes/ritmusgitárosa James Hetfield (#87) viszont felkerült a listára). A 2003-as listán az első ötvenben szerepelt, de a 2011-es listán már nem megtalálható nevek közül Warren Haynes a 23., John Cipollina a 32., Lee Ranaldo a 33. John Fogerty pedig a 40. helyről esett ki. A legnagyobb változások a lista második felében történtek.
A százas lista első helyét mindkét esetben Jimi Hendrixnek ítélték oda, míg szintén mindkét változatban a listán szereplő legfiatalabb gitáros az 1979-es születésű Derek Trucks.

## A 2011-es lista
A *-gal jelölt gitárosok a 2003-as listán nem szerepeltek.

### 1–10.
1. Jimi Hendrix (1942–1970)
2. Eric Clapton (1945–)
3. Jimmy Page – Led Zeppelin (1944–)
4. Keith Richards – The Rolling Stones (1943–)
5. Jeff Beck (1944–2023)
6. B. B. King (1925–2015)
7. Chuck Berry (1926–2017)
8. Eddie Van Halen (1955–2020)
9. Duane Allman – The Allman Brothers Band (1946–1971)
10. Pete Townshend – The Who (1945–)

### 11–20.
1. George Harrison – The Beatles (1943–2001)
2. Stevie Ray Vaughan (1954–1990)
3. Albert King (1923–1992)*
4. David Gilmour – Pink Floyd (1946–)
5. Freddie King (1934–1976)
6. Derek Trucks (1979–)
7. Neil Young (1945–)
8. Les Paul (1915–2009)
9. James Burton (1939–)
10. Carlos Santana (1947–)

### 21–30.
1. Chet Atkins (1924–2001)*
2. Frank Zappa (1940–1993)
3. Buddy Guy (1936–)
4. Angus Young – AC/DC (1955–)
5. Tony Iommi – Black Sabbath (1948–)
6. Brian May – Queen (1947–)
7. Bo Diddley (1928–2008)
8. Johnny Ramone – Ramones (1948–2004)
9. Scotty Moore (1931–2016)
10. Elmore James (1918–1963)*

### 31–40.
1. Ry Cooder (1947–)
2. Billy Gibbons – ZZ Top (1949–)*
3. Prince (1958–2016)*
4. Curtis Mayfield (1942–1999)*
5. John Lee Hooker (1917–2001)*
6. Randy Rhoads (1956–1982)
7. Mick Taylor (1949–)*
8. The Edge – U2 (1961–)
9. Steve Cropper – Booker T. & the M.G.’s (1941–)
10. Tom Morello – Rage Against the Machine, Audioslave (1964–)

### 41–50.
1. Mick Ronson (1946–1993)
2. Mike Bloomfield (1943–1981)
3. Hubert Sumlin (1931–2011)
4. Mark Knopfler – Dire Straits (1949–)
5. Link Wray (1929–2005)
6. Jerry Garcia – Grateful Dead (1942–1995)
7. Stephen Stills (1945–)
8. Jonny Greenwood – Radiohead (1971–)
9. Muddy Waters (1913–1983)*
10. Ritchie Blackmore – Deep Purple (1945–)

### 51–60.
1. Johnny Marr (1963–)*
2. Clarence White – The Byrds (1944–1973)
3. Otis Rush (1934–2018)*
4. Joe Walsh (1947–)*
5. John Lennon (1940–1980)*
6. Albert Collins (1932–1993)*
7. Rory Gallagher (1948–1995)*
8. Peter Green – Fleetwood Mac (1946–2020)
9. Robbie Robertson – The Band (1943–2023)
10. Ron Asheton – The Stooges (1948–2009)

### 61–70.
1. Dickey Betts – The Allman Brothers Band (1943–2024)
2. Robert Fripp – King Crimson (1946–)
3. Johnny Winter (1944–2014)
4. Duane Eddy (1938–2024)*
5. Slash (1965–)*
6. Leslie West (1945–2020)*
7. T-Bone Walker (1910–1975)
8. John McLaughlin (1942–)
9. Richard Thompson (1949–)
10. Jack White – The White Stripes (1975–)

### 71–80.
1. Robert Johnson (1911–1938)
2. John Frusciante – Red Hot Chili Peppers (1970–)
3. Kurt Cobain – Nirvana (1967–1994)
4. Dick Dale (1937–2019)
5. Joni Mitchell (1943–)
6. Robby Krieger – The Doors (1946–)
7. Willie Nelson (1933–)*
8. John Fahey (1939–2001)
9. Mike Campbell – Tom Petty and the Heartbreakers (1950–)*
10. Buddy Holly (1936–1959)*

### 81–90.
1. Lou Reed (1942–2013)
2. Nels Cline (1956–)*
3. Eddie Hazel – Funkadelic (1950–1992)
4. Joe Perry – Aerosmith (1950–)
5. Andy Summers – The Police (1942–)*
6. J Mascis – Dinosaur Jr. (1965–)*
7. James Hetfield – Metallica (1963–)*
8. Carl Perkins (1932–1998)*
9. Bonnie Raitt (1949–)*
10. Tom Verlaine – Television (1949–2023)

### 91–100.
1. Dave Davies – The Kinks (1947–)
2. Dimebag Darrell – Pantera (1966–2004)*
3. Paul Simon (1941–)*
4. Peter Buck – R.E.M. (1956–)*
5. Roger McGuinn (1942–)*
6. Bruce Springsteen (1949–)*
7. Steve Jones – Sex Pistols (1955–)*
8. Alex Lifeson – Rush (1953–)*
9. Thurston Moore – Sonic Youth (1958–)
10. Lindsey Buckingham – Fleetwood Mac (1949–)*

## A 2003-as lista
A *-gal jelölt gitárosok a 2011-es listán nem szerepelnek.

### 1–10.
1. Jimi Hendrix (1942–1970)
2. Duane Allman – The Allman Brothers Band (1946–1971)
3. B. B. King (1925–2015)
4. Eric Clapton (1945–)
5. Robert Johnson (1911–1938)
6. Chuck Berry (1926–2017)
7. Stevie Ray Vaughan (1954–1990)
8. Ry Cooder (1947–)
9. Jimmy Page – Led Zeppelin (1944–)
10. Keith Richards – The Rolling Stones (1943–)

### 11–20.
1. Kirk Hammett – Metallica (1962–)*
2. Kurt Cobain – Nirvana (1967–1994)
3. Jerry Garcia – Grateful Dead (1942–1995)
4. Jeff Beck (1944–2023)
5. Carlos Santana (1947–)
6. Johnny Ramone – Ramones (1948–2004)
7. Jack White – The White Stripes (1975–)
8. John Frusciante – Red Hot Chili Peppers (1970–)
9. Richard Thompson (1949–)
10. James Burton (1939–)

### 21–30.
1. George Harrison – The Beatles (1943–2001)
2. Mike Bloomfield (1943–1981)
3. Warren Haynes (1960–)*
4. The Edge – U2 (1961–)
5. Freddie King (1934–1976)
6. Tom Morello – Rage Against the Machine, Audioslave (1964–)
7. Mark Knopfler – Dire Straits (1949–)
8. Stephen Stills (1945–)
9. Ron Asheton – The Stooges (1948–2009)
10. Buddy Guy (1936–)

### 31–40.
1. Dick Dale (1937–2019)
2. John Cipollina – Quicksilver Messenger Service (1943–1989)*
3. Lee Ranaldo – Sonic Youth (1956–)*
4. Thurston Moore – Sonic Youth (1958–)
5. John Fahey (1939–2001)
6. Steve Cropper – Booker T. & the M.G.’s (1941–)
7. Bo Diddley (1928–2008)
8. Peter Green – Fleetwood Mac (1946–2020)
9. Brian May – Queen (1947–)
10. John Fogerty – Creedence Clearwater Revival (1945–)*

### 41–50.
1. Clarence White – The Byrds (1944–1973)
2. Robert Fripp – King Crimson (1946–)
3. Eddie Hazel – Funkadelic (1950–1992)
4. Scotty Moore (1931–2016)
5. Frank Zappa (1940–1993)
6. Les Paul (1915–2009)
7. T-Bone Walker (1910–1975)
8. Joe Perry – Aerosmith (1950–)
9. John McLaughlin (1942–)
10. Pete Townshend – The Who (1945–)

### 51–60.
1. Paul Kossoff – Free (1950–1976)*
2. Lou Reed (1942–2013)
3. Mickey Baker (1925–2012)*
4. Jorma Kaukonen – Jefferson Airplane (1940–)*
5. Ritchie Blackmore – Deep Purple (1945–)
6. Tom Verlaine – Television (1949–2023)
7. Roy Buchanan (1939–1988)*
8. Dickey Betts – The Allman Brothers Band (1943–2024)
9. Ed O’Brien – Radiohead (1968–)*
10. Jonny Greenwood – Radiohead (1971–)

### 61–70.
1. Ike Turner (1931–2007)*
2. Zoot Horn Rollo – The Magic Band (1949–)*
3. Danny Gatton (1945–1994)*
4. Mick Ronson (1946–1993)
5. Hubert Sumlin (1931–2011)
6. Vernon Reid – Living Colour (1958–)*
7. Link Wray (1929–2005)
8. Jerry Miller – Moby Grape (1943–2024)*
9. Steve Howe – Yes (1947–)*
10. Eddie Van Halen (1955–2020)

### 71–80.
1. Lightnin’ Hopkins (1912–1982)*
2. Joni Mitchell (1943–)
3. Trey Anastasio – Phish (1964–)*
4. Johnny Winter (1944–2014)
5. Adam Jones – Tool (1965–)*
6. Ali Farka Touré (1939–2006)*
7. Henry Vestine – Canned Heat (1944–1997)*
8. Robbie Robertson – The Band (1943–2023)
9. Cliff Gallup – The Blue Caps (1930–1988)*
10. Robert Quine – The Voidoids (1942–2004)*

### 81–90.
1. Derek Trucks (1979–)
2. David Gilmour – Pink Floyd (1946–)
3. Neil Young (1945–)
4. Eddie Cochran (1938–1960)*
5. Randy Rhoads (1956–1982)
6. Tony Iommi – Black Sabbath (1948–)
7. Joan Jett (1958–)*
8. Dave Davies – The Kinks (1947–)
9. D. Boon – The Minutemen (1958–1985)*
10. Glen Buxton – Alice Cooper (1947–1997)*

### 91–100.
1. Robby Krieger – The Doors (1946–)
2. Wayne Kramer – MC5 (1948–2024)*
3. Fred "Sonic" Smith – MC5 (1949–1994)*
4. Bert Jansch (1943–2011)*
5. Kevin Shields – My Bloody Valentine (1963–)*
6. Angus Young – AC/DC (1955–)
7. Robert Randolph (1977–)*
8. Leigh Stephens – Blue Cheer (19??–)*
9. Greg Ginn – Black Flag (1954–)*
10. Kim Thayil – Soundgarden (1960–)*

## Lásd még
- Gitárosok listája betűrendben
- Gitárosok listája stílusuk szerint
- Rolling Stone: Minden idők 500 legjobb albuma
- Rolling Stone: Minden idők 500 legjobb dala